# Rincón del Bonete
Rincón del Bonete – zapora oraz hydroelektrownia w Urugwaju. Budowa nieopodal Paso de los Toros spowodowała powstanie największego w Ameryce Południowej sztucznego zbiornika wodnego – Río Negro. 
Jest on położony na granicy dwóch departamentów: Durazno i Tacuarembó. Elektrownia ta ma moc 128 MW. Rincón del Bonete jest największą z czterech elektrowni, wybudowanych na rzece Río Negro. Tworzą one podstawowy, centralny system energetyczny Urugwaju.  

## Historia

### Tło budowy
W 1903 roku prezydent José Batlle y Ordóñez zatrudnił francuskiego inżyniera M. Armanda, aby opracował w szczegółach możliwość żeglowną rzeki Rio Negro. W badaniach przewidziano budowę tam, które zapewniłyby poziom wody w okresach suszy. Jeden z zaplanowanych obszarów znajdował się w pobliżu ujścia rzeki Tacuarembó.
Aby sprawić, by żegluga śródlądowa stała się skuteczna, w 1906 minister rozwoju, inżynier Juan Capurro, zlecił angielskiej firmie Harrow & Co. budowę trzech statków ładunkowych po cenie 2,140 funtów za sztukę. Następnie zamówiono jeszcze cztery podobne statki. Noszą one nazwy: "Pokój", "Porządek", "Wolność", "Postęp" i "Wolność". Działania te spowodowały decyzję o budowie zapory wielorakiego wykorzystania. 

### Budowa
Rozpoczęcie budowy na rzece Río Negro zainicjował prezydent dr Gabriel Terra. W 1906 roku rozpoczęły się prace topograficzne, wysokościomierzy i planimetryczną Rio Negro. Początkowy koszt prac został określony na 48 mln pesos, wg ustawy z lutego 1934. Całkowita kwota budżetu pracy to około 50 milionów pesos, co stanowiło prawie 1/6 ówczesnego PKB. Głównym projektantem budowy został niemiecki profesor inżynierii hydraulicznej Adolf Ludin. Umowa na budowę zapory, pomiędzy niemieckim konsorcjum, które wygrało przetarg, i stroną urugwajską, został podpisany w dniu 15 kwietnia 1937 roku, ustanawiając, że prace powinny być zakończone w dniu 30 kwietnia 1942 roku, a następnie z powodu zdarzeń spowodowanych II wojną światową, koszt projektu wzrósł do 107 milionów pesos. Konieczne badania, pomiary poziomu i przepływu, instalacja mierników rzecznych oraz konsolidacja odpowiednich ram prawnych zajęły wiele lat. Kamienie milowe obejmowały ustawy o utworzeniu Dyrekcji ds. Hydrografii i użyteczności publicznej w zakresie wytwarzania i dystrybucji energii elektrycznej. Następnie opracowano dokładnie projekty turbin i wytwarzania energii. 

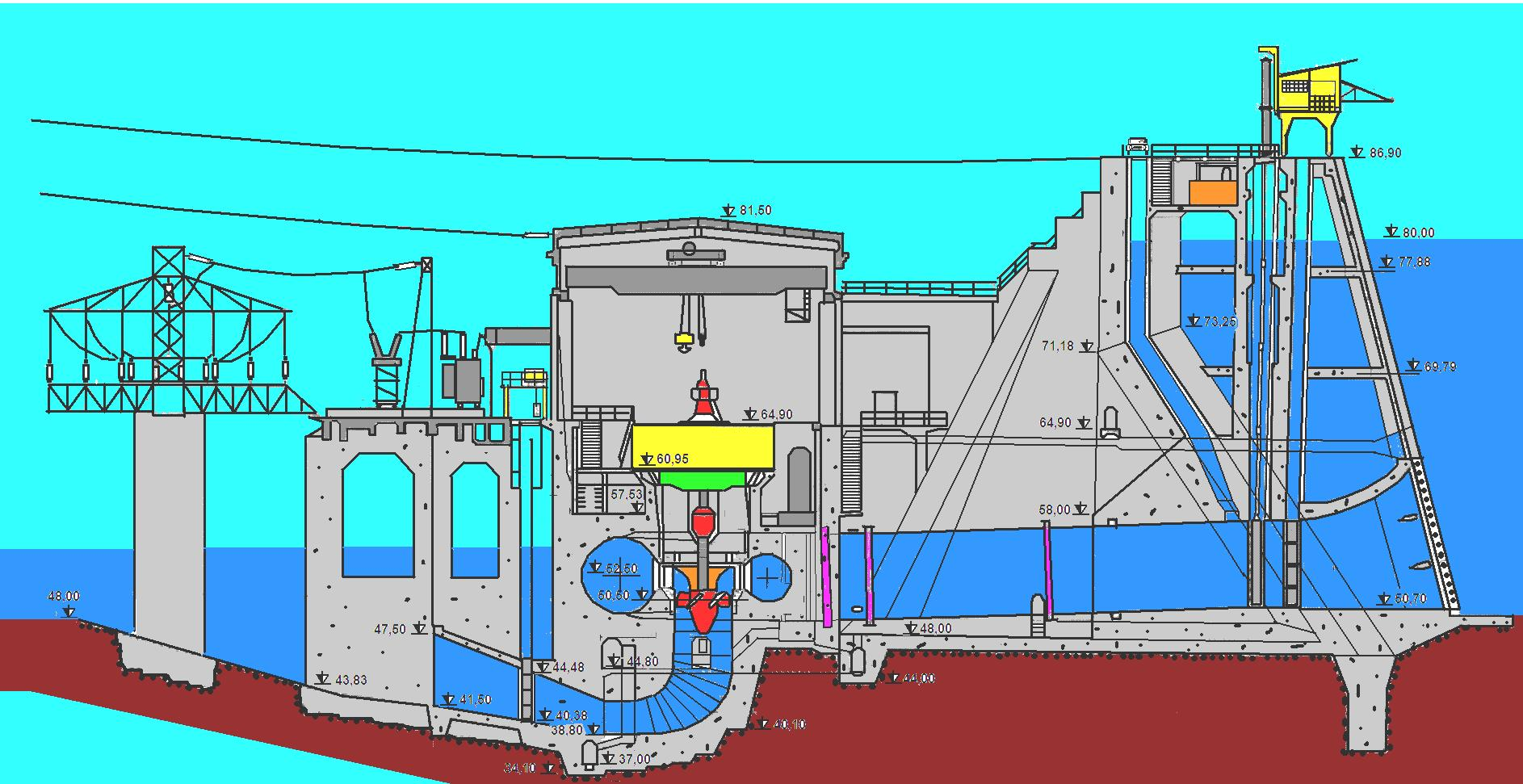
Projekt budowy z planów prezydenta Gabriela Terry

Inauguracja pracy elektrowni nastąpiła 21 grudnia 1945 roku. Przez następne lata przeprowadzano wiele udoskonaleń i przebudów w celu ulepszenia zapory oraz elektrowni na zaporze, także z powodu powodzi, która dotknęła Urugwaj w 1959 roku.  

### Atrakcja turystyczna i ochrona środowiska
Z mostu drogowego na grobli można obserwować liczne ptaki: Kaczki, mewy, rybitwy. W okolicach Rincón del Bonete znajduje się także duża kolonia sępów, która zamieszkuje las eukaliptusowy, uznawany za jednej z największych w Ameryce Południowej.
Stan wód na zaporze i zanieczyszczenie zbiornika reguluje dekret nr 253/979 z 9 maja 1979 roku.

## Źródła
- Zdjęcia satelitarne zapory. mapy.pomocnik.com. [zarchiwizowane z tego adresu (2016-08-04)].
- Mapa zapory i jej okolic